# Briesen (Friesack)

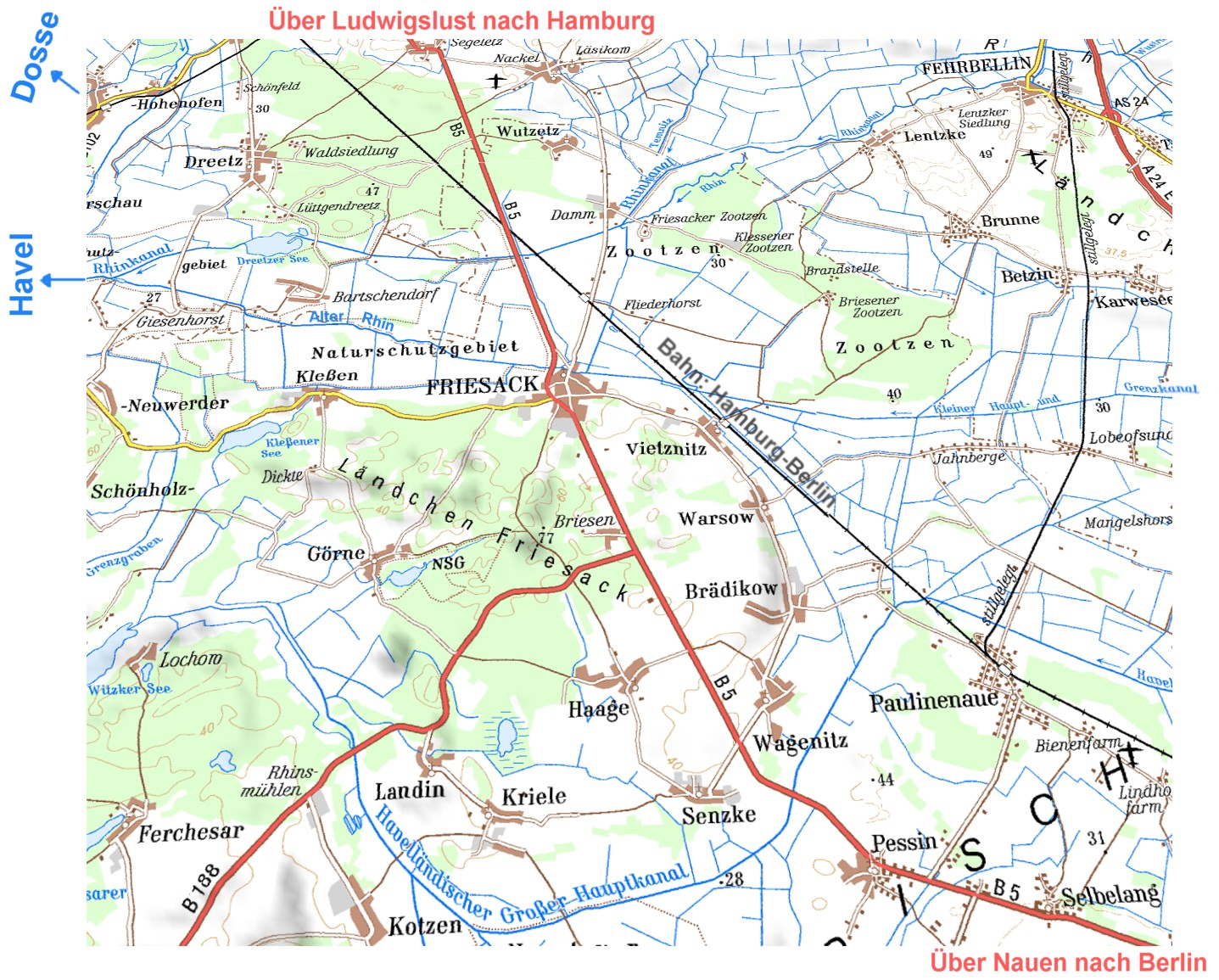
Lage von Briesen

Briesen ist ein Wohnplatz der Fliederstadt Friesack im Landkreis Havelland in Brandenburg. Es war Rittersitz derer von Bredow.
Briesen liegt in einer Höhe von 42 m ü. NHN ca. 3,5 km südlich vom Friesack an der Westseite der Bundesstraße 5 am Einmündungsbereich der Bundesstraße 188 zwischen Pessin und Friesack. Briesen ist durch mehrere Buslinien mit den umliegenden Orten verbunden.

## Briesen und die Bredows
Briesens erste urkundliche Erwähnung erfolgte 1337 in einer Urkunde des Markgrafen Ludwig von Brandenburg, in der er der Briesener Dorfkirche die Einkünfte aus der Friesacker Mühle zusprach. Jedoch noch vor Ende des 14. Jahrhunderts wurde das Dorf zur Wüstung, nur das Gotteshaus blieb erhalten.
Seine Existenz verdankt der Ort einer mittelalterlichen Wallfahrtskapelle, die als Mittelpunkt einer sich entwickelnden kleinen Siedlung diente.
Zwischen dem 14. Jahrhundert und dem 19. Jahrhundert diente Briesen derer von Bredow zu Friesack und später derer von Bredow zu Wagenitz ausschließlich wirtschaftlichen Zwecken als Vorwerk und Schäferei. Das Vorwerk war vielfach auch verpachtet.
Hans Christoph von Bredow (* 5. November 1623 in Wagenitz; † 1. Juni 1691 in Spandau; beigesetzt am 5. Juni 1691 in Wagenitz), der Erneuerer des Hauses Friesack, hatte sich bei Antritt seines Erbes 1642 zur Aufgabe gemacht, die Bredower Güter im Ländchen Friesack und die Burg Friesack zu vereinen, was ihm bis zu seinem Tode 1691 fast gelungen ist. So hinterließ er seinen vier Söhnen neben Wagenitz weitere Güter im Ländchen, darunter Briesen. Als 1710 sein Sohn Wichard Friedrich (FRITZ) von Bredow (* 1659; † 1710) verstarb, war dessen Erbe sein zweitältester Bruder Johann Ludwig von Bredow (* 31. Dezember 1655 in Wagenitz; † 24. April 1740 in Wagenitz). Damit waren die ältesten Söhne von Hans Christoph von Bredow nunmehr seine Erben und dies war das Ende derer von Bredow zu Friesack. Mit seinem Sohn Johann Ludwig von Bredow setzte sich nunmehr die neue Zweiglinie derer von Bredow zu Wagenitz (Haus Wagenitz) fort und sein ältester Sohn Georg von Bredow (* 20. Februar 1653 in Kleßen; † 7. September 1697 in Kleßen) gilt als der Begründer der Zweiglinie derer von Bredow zu Kleßen (Haus Kleßen).
Zwischen 1822 und 1825 ließ der Enkel des Gründers des Hauses Wagenitz Friedrich Phillip Leopold Ferdinand von Bredow (* 4. März 1787: † 2. März 1878), wahrscheinlich durch Karl Friedrich Schinkel, eines der schönsten märkischen Herrenhäuser in Briesen errichten. Sein Grundriss glich den Konturen des 1813 gestifteten Eisernen Kreuzes. Bis zu diesem Zeitpunkt war das Gut noch nie Wohnsitz seiner Eigentümer gewesen. Friedrich Phillip Leopold Ferdinand von Bredow ließ 1818 den Bernhardinenhof, benannt nach seiner Gattin Bernhardine Sophie Emilie, geb. von Wulffen (* 17. November 1792; † 21. Dezember 1859), als Vorwerk zum Gut Briesen (heute zu Brädikow gehörend) errichten.
Friedrich Phillip Leopold Ferdinand von Bredow war ein treuer Anhänger von Prinz Wilhelm, dem späteren Kaiser Wilhelm I. Friedrich Phillip Leopold Ferdinand von Bredow wurde 1859 der erste Repräsentant der Familie von Bredow im neu geschaffenen Preußischen Herrenhaus als 1. Kammer des Preußischen Landtages. Friedrich Phillip Leopold Ferdinand von Bredow war der Vater des Mars La Tour-Bredow Adalbert Friedrich Wilhelm von Bredow (* 25. Mai 1814; † 3. März 1890). Neben seinen Aufgaben als Grundherr war er Rechtsritter im Johanniterorden und einflussreicher Domherr von Brandenburg. Sein güterliches Besitztum umfasste nach dem 1879 erstmals amtlich publizierten Generaladressbuch der Rittergutsbesitzer- und Gutsbesitzer der Provinz Brandenburg 2225 ha Gesamtgröße. Davon waren etwa 763 ha Waldfläche. Wenige Jahre folgend wurde ein Familienfideikommiss Briesen eingerichtet, zur Sicherung des Gutes in Familienhand und insbesondere der eigenen Familienlinie, dem genealogischen Haus Briesen. Adelbert jun. von Bredow-Briesen (4. Januar 1859; † 25. April 1933), liiert mit Anna von Jaeckel, selbst zeitweise Gutsherrin auf Schloss Nennhausen, wurde der 2. Fideikommissherr auf dem alten Bredowgut Briesen. Er begann mit seinem Bruder Ferdinand seine standesgemäße Laufbahn auf der für den märkischen Landadel so altehrwürdigen Ritterakademie am Dom zu Brandenburg. Ihn beerbte der älteste Sohn Kurt von Bredow (8. August 1886; † 22. Dezember 1971). Er heiratete die Tochter des Mötzower Domstiftpächters, Charlotte Sander. Das Paar lebte bis zum Tod der Ehefrau 1963 in Vietznitz, er zuletzt in Niedersachsen.
Kurz vor der großen Wirtschaftskrise 1929 hatte das Rittergut Briesen mit den Vorwerken Bernhardinenhof, Briesen-Zootzen und Klessener Zootzen, welches ebenso den Status eines Rittergutes trug, einen Umfang von 2239 ha. Verwalter war der Major a. D. Karl von Poser, der mehrere Güter im Westhavelland betreute.
Das Schicksal der Briesener Gutsanlagen und des Schlosses sollte mit dem Befehl Nr. 209 der SMAD vom 9. September 1947 (Abrißbefehl) entschieden werden. Demnach sollten ehemalige Herrenhäuser und Gutsgebäude zur Gewinnung von Baumaterialien für neue Wohn- und Wirtschaftsgebäude für die im Zuge der Bodenreform entstandenen Bauernwirtschaften abgebrochen werden. Das Schloss Briesen war eins der wenigen Herrenhäuser im Havelland, die diesem Befehl zum Opfer fielen.

## Söhne und Töchter (Auswahl)
- Adalbert von Bredow (1814–1890), preußischer Generalleutnant